# Adolfo Wildt
Adolfo Wildt, né le 1er mars 1868 à Milan, et mort dans la même ville le 12 mars 1931, est un sculpteur et dessinateur italien.
Ses œuvres, qui mélangent simplicité et sophistication, ont ouvert la voie à de nombreux sculpteurs modernes. De nombreux spécialistes de l'histoire de l'art font valoir son sens artistique même si, à ce jour, ses œuvres restent assez peu connues.

## Biographie
Né en 1868, Wildt est issu d'une famille pauvre originaire de Suisse qui, plusieurs générations auparavant, avait été contrainte de fuir en Lombardie dont Emilio Quadrelli. En raison du manque de moyens de sa famille, Wildt doit quitter l'école en 1877 pour travailler comme apprenti, tout d'abord comme coiffeur puis dans l'orfèvrerie. En 1879, il commence son apprentissage artistique dans l'atelier du sculpteur Giuseppe Grandi qui l'initie au travail du marbre. Son talent dans la finition des sculptures en marbre le rend célèbre dès 1886.
À partir de 1888, il travaille pour Federico Villa qui fait de lui l'un des sculpteurs les plus réputés de la région lombarde. Dans le même temps, Wildt continue à étudier à l'école d'arts appliqués de la pinacothèque de Brera, puis à l'académie des beaux-arts de Brera. En 1893, il expose ses premières œuvres, dont un portrait de sa femme qui attire immédiatement l'attention de la Galerie nationale d'art moderne et contemporain de Rome.
En 1894, il commence à travailler pour Franz Rose, un collectionneur prussien, qui lui fait signer un contrat pour 18 ans. Avec cette protection, Wildt pouvait se plonger dans son travail et exposer régulièrement ses œuvres à Milan, Monaco, Zurich, Berlin ou Dresde. Admirant particulièrement Adolf von Hildebrand et étant fasciné par le travail d'Auguste Rodin, il s'imprègne de leurs œuvres pour donner à ses sculptures une transparence opalescente.
Après le décès de son mécène Franz Rose en 1912, Wildt est contraint de participer pour la première fois à des concours pour avoir sa place dans le marché de l'art. En 1913, il remporte le prix du prince Humbert pour sa conception d'une fontaine présentée à Monaco, et qui est ensuite exposée à Milan. À partir de 1914, il est régulièrement présent dans diverses expositions internationales. Il expose également à la galerie Pesaro de Milan en 1919, ainsi qu'à la Biennale de Venise en 1921, 1924 et 1926.
En 1921, il crée une école de sculpture sur marbre à Milan qui est intégrée à l'académie des beaux-arts de Brera en 1927, et dispense une formation de trois ans. Il est soutenu par Margherita Sarfatti, la maîtresse de Mussolini et rejoint le Novecento, mouvement artistique qu'elle fonde en 1922, qui devient un peu plus tard le Novecento italiano.
Adolfo Wildt meurt à Milan le 12 mars 1931.

## Œuvres
Dans le contexte du mouvement romantique de fin du XIXe siècle, Wildt s'est consacré à une sculpture fortement influencée par la sécession viennoise et l'art nouveau, ses œuvres étant marquées par un mélange complexe entre le symbolisme et la sculpture gothique. La grande finesse des surfaces donne aux bustes en marbre une pureté absolue et une plastique qui tend à concilier le sentiment dramatique avec une sorte de frénésie.
En cela, la sculpture de Wildt se rapproche de l'expressionnisme, comme c'est le cas dans son autoportrait réalisé en 1908 qui révèle un visage particulièrement triste et bouleversé.

## Collections publiques
En Italie
- Forlì, musée municipal[2] : 
  - Fulcieri Paulucci de Calboli, 1919
  - Saint Lucia, 1926
  - Saint François d'Assise, 1926
  - Lux, 1920
  - La Fontaine sainte, 1921
  - Protection des enfants, 1918
- Forli Musei Civici, Palazzo Romagnoli, collection del Novecento : Sainte Lucie, 1926, marbre partiellement doré
- Milan, Galerie d'art moderne : Vir temporis acti, 1921, marbre
- Vatican, musée du Vatican : Portrait de Pie XI, marbre partiellement doré
- Venise, musée d'art moderne de Ca' Pesaro : Masque de douleur (Autoportrait), 1899;Larass, 1903, plâtre monumental; Les causeurs, Pâtre original, 1904; Vir temporis Acti, 1911, Bronze; Maria dà luce ai pargoli cristiani, 1911, marbre; Mère adoptive, 1917, plâtre

## Expositions
- 1919 : exposition personnelle à la galerie Pesaro
- Biennale de Venise en 1921, 1924 et 1926
- Du 15 avril au 13 juillet 2015 : Adolfo Wildt, le dernier symboliste 1868-1931, Paris, musée de l'Orangerie

## Galerie

Œuvres d'Adolfo Wildt
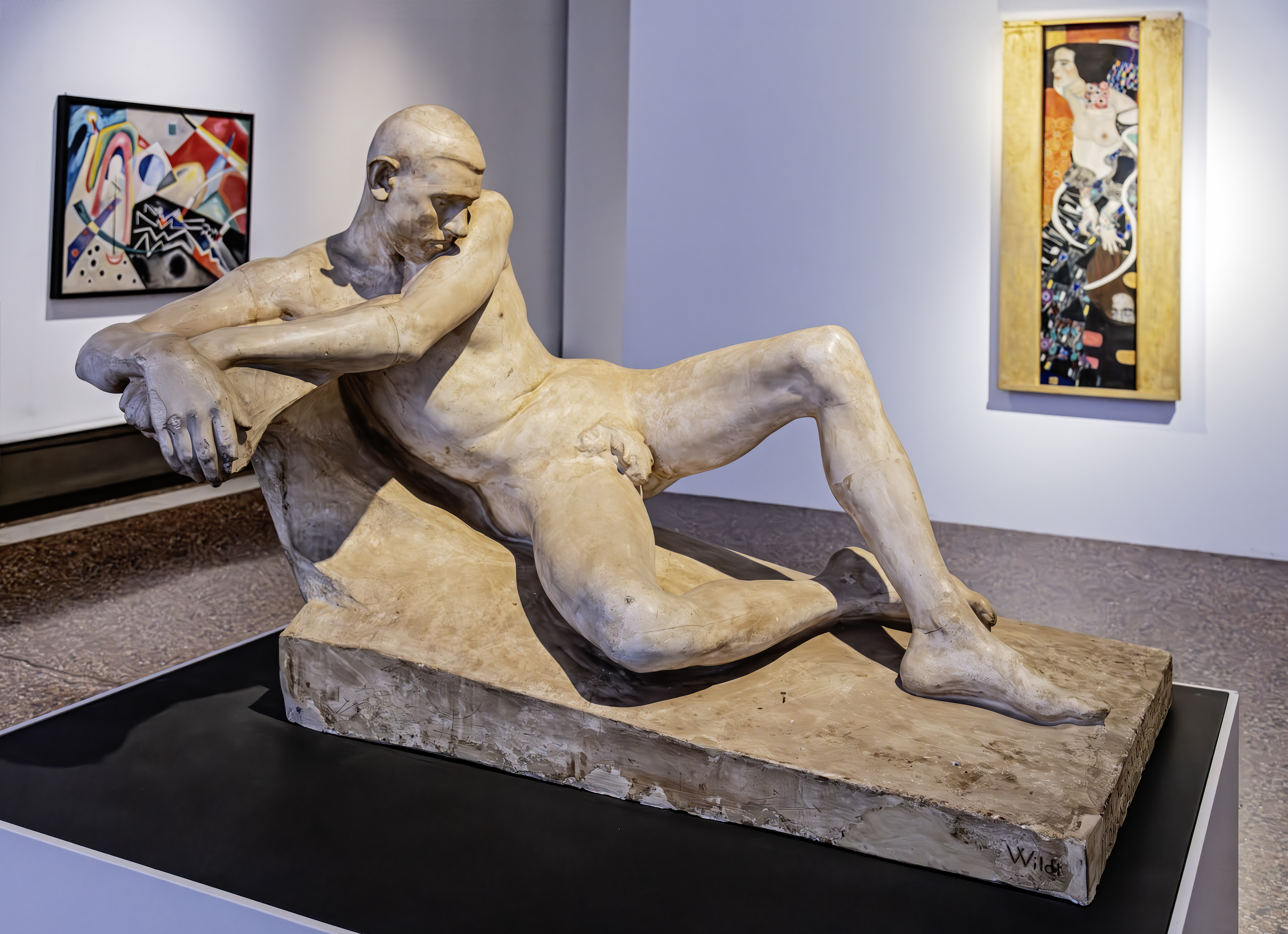
L'homme qui se tait, plâtre original de 1899, Ca' Pesaro Venise
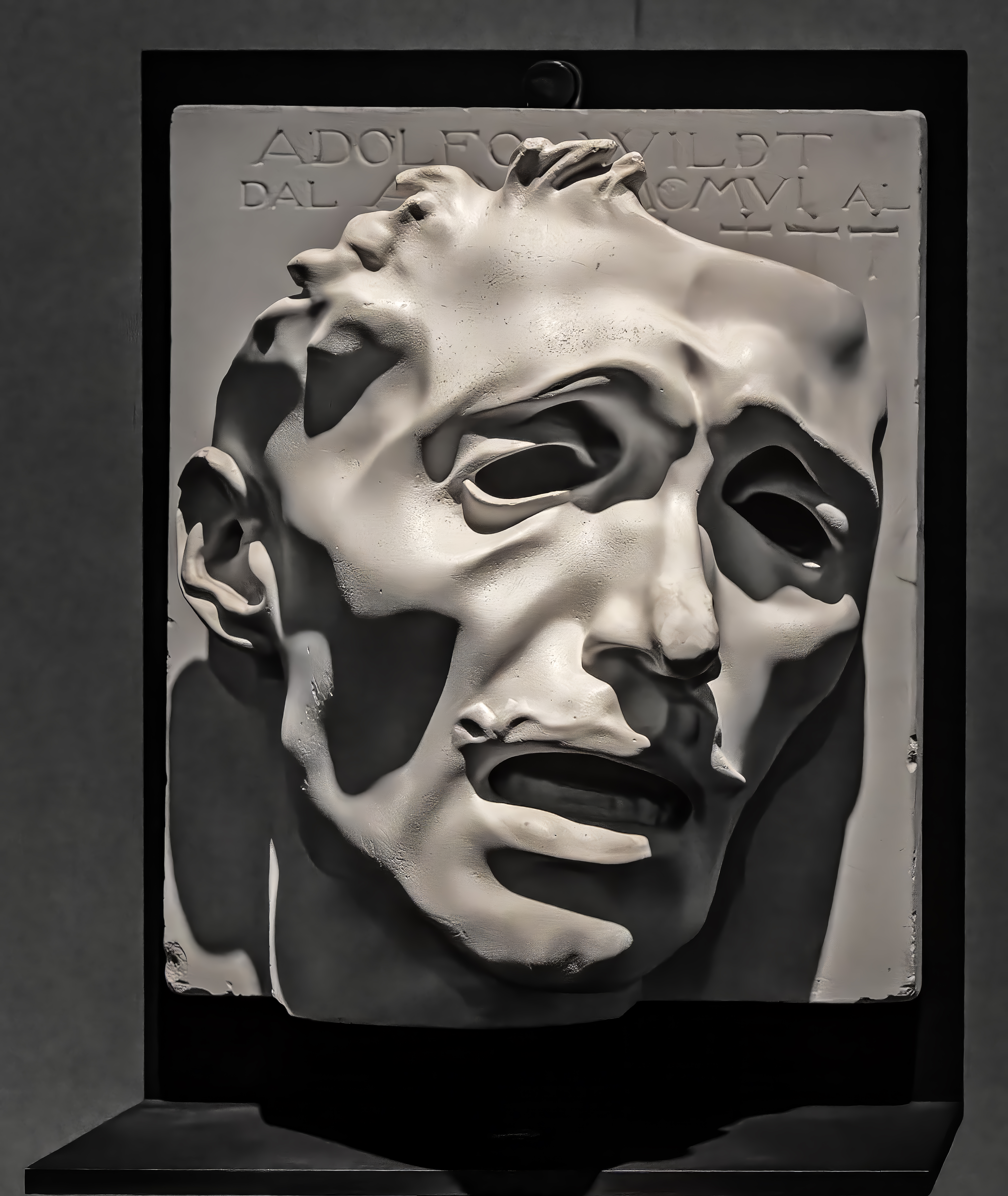
Masque de douleur (Autoportrait), plâtre original de 1899, Ca' Pesaro Venise
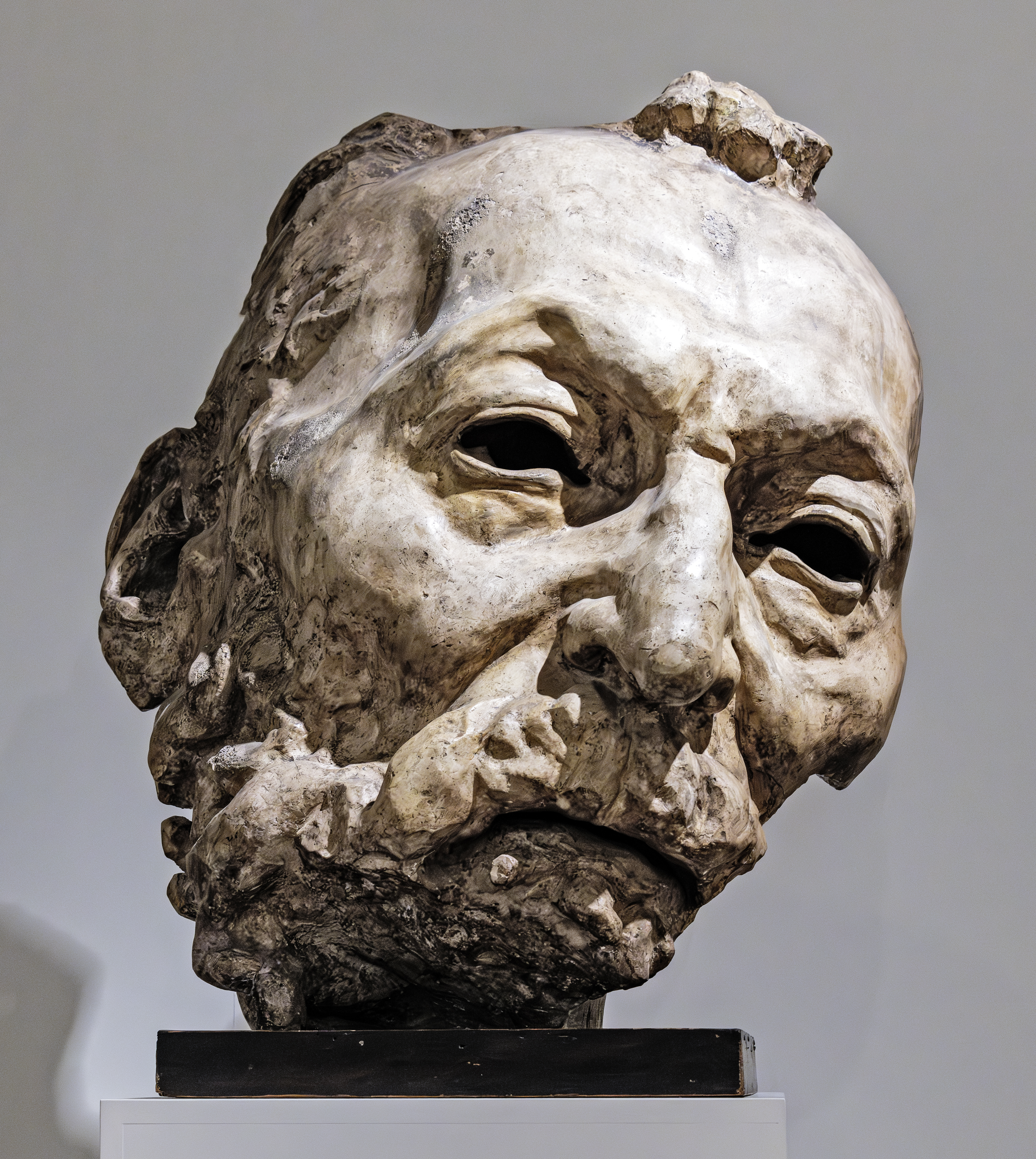
Larass, 1903, plâtre monumental, Ca' Pesaro Venise
Les causeurs, Pâtre original, 1904,Ca' Pesaro Venise
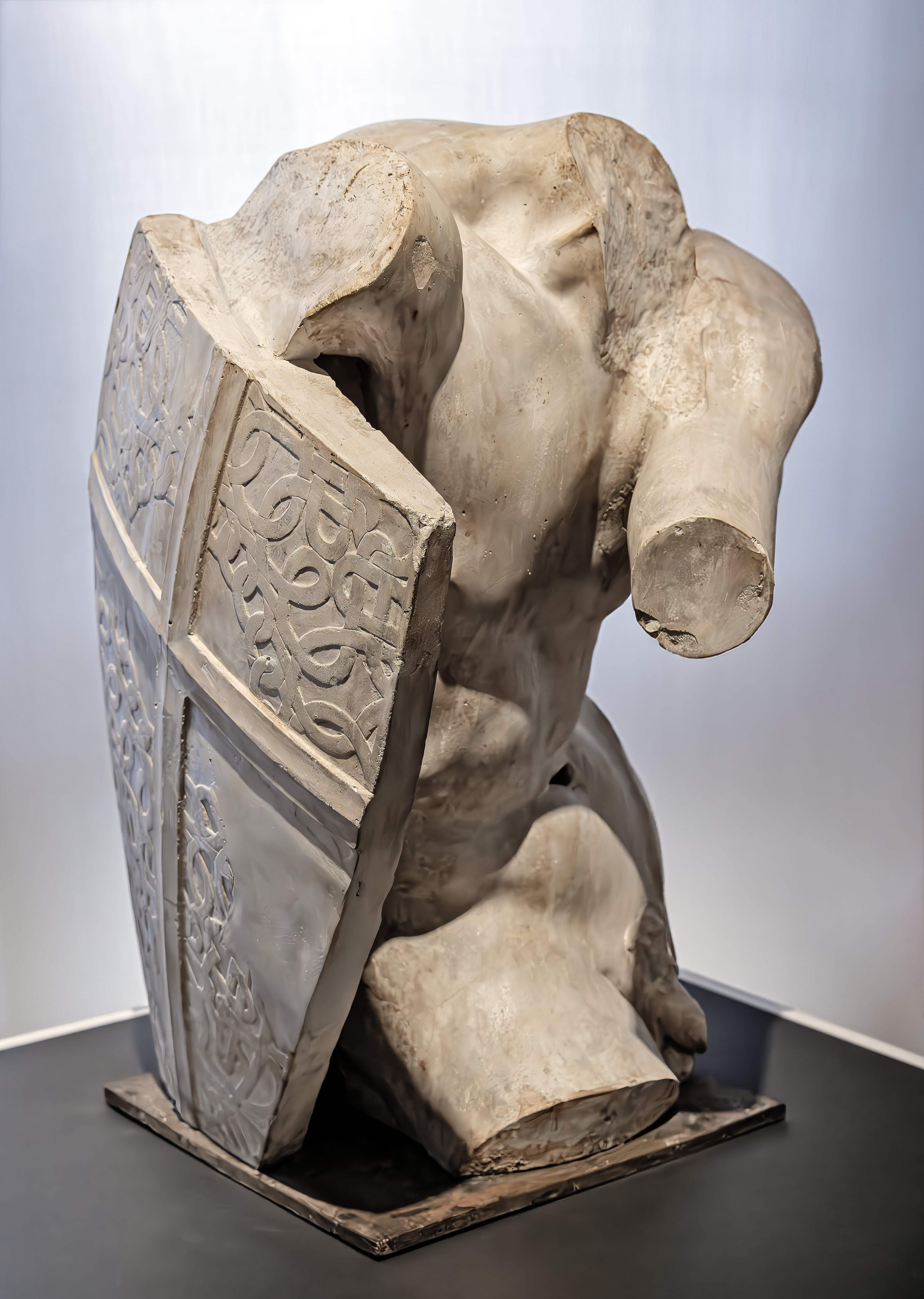
Le croisé, Pâtre original, 1906, Ca' Pesaro Venise
Le croisé, 1909, Bronze, Musée national d'Art de Catalogne
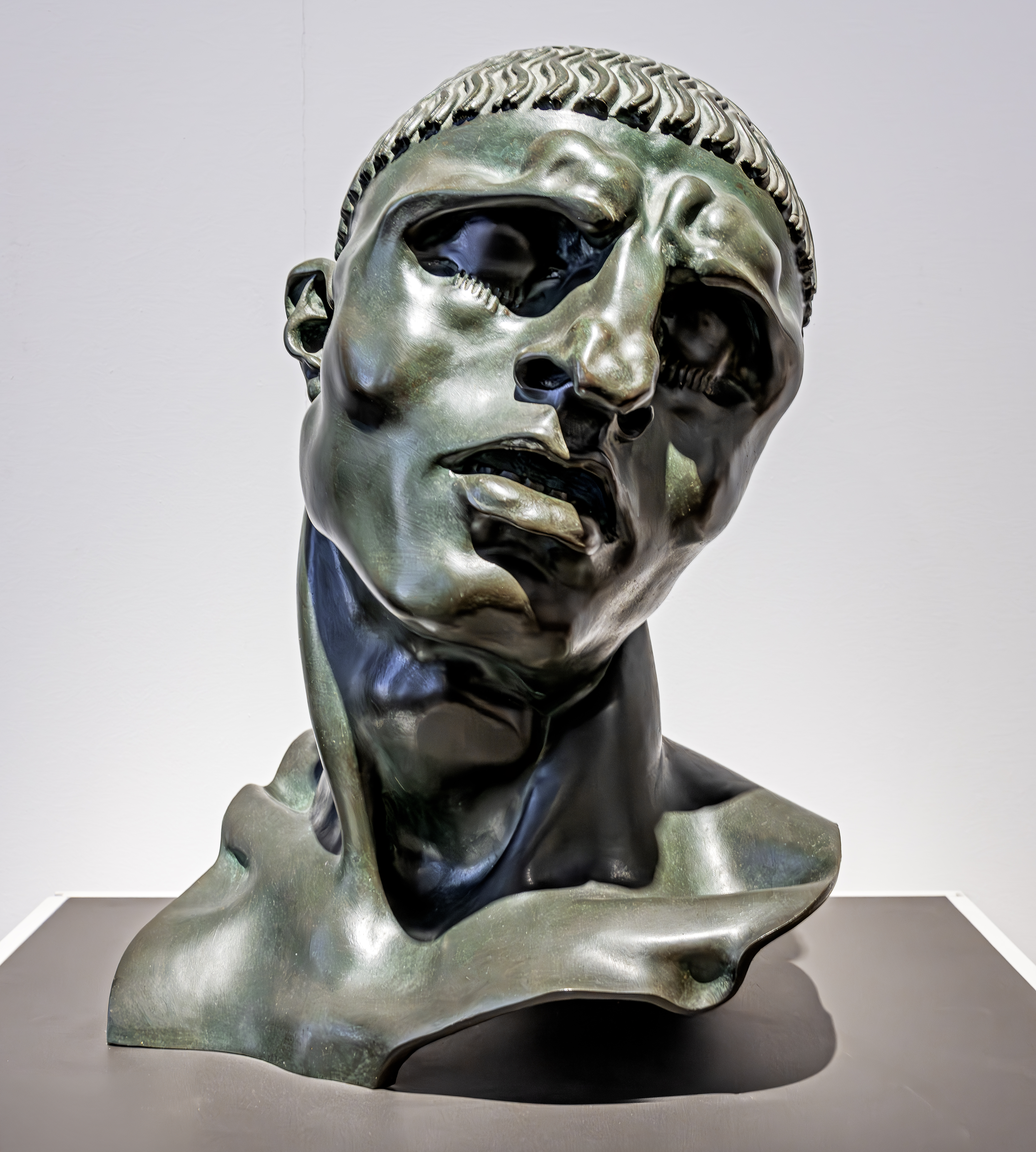
Vir temporis Acti , 1911, bronze, Ca' Pesaro Venise
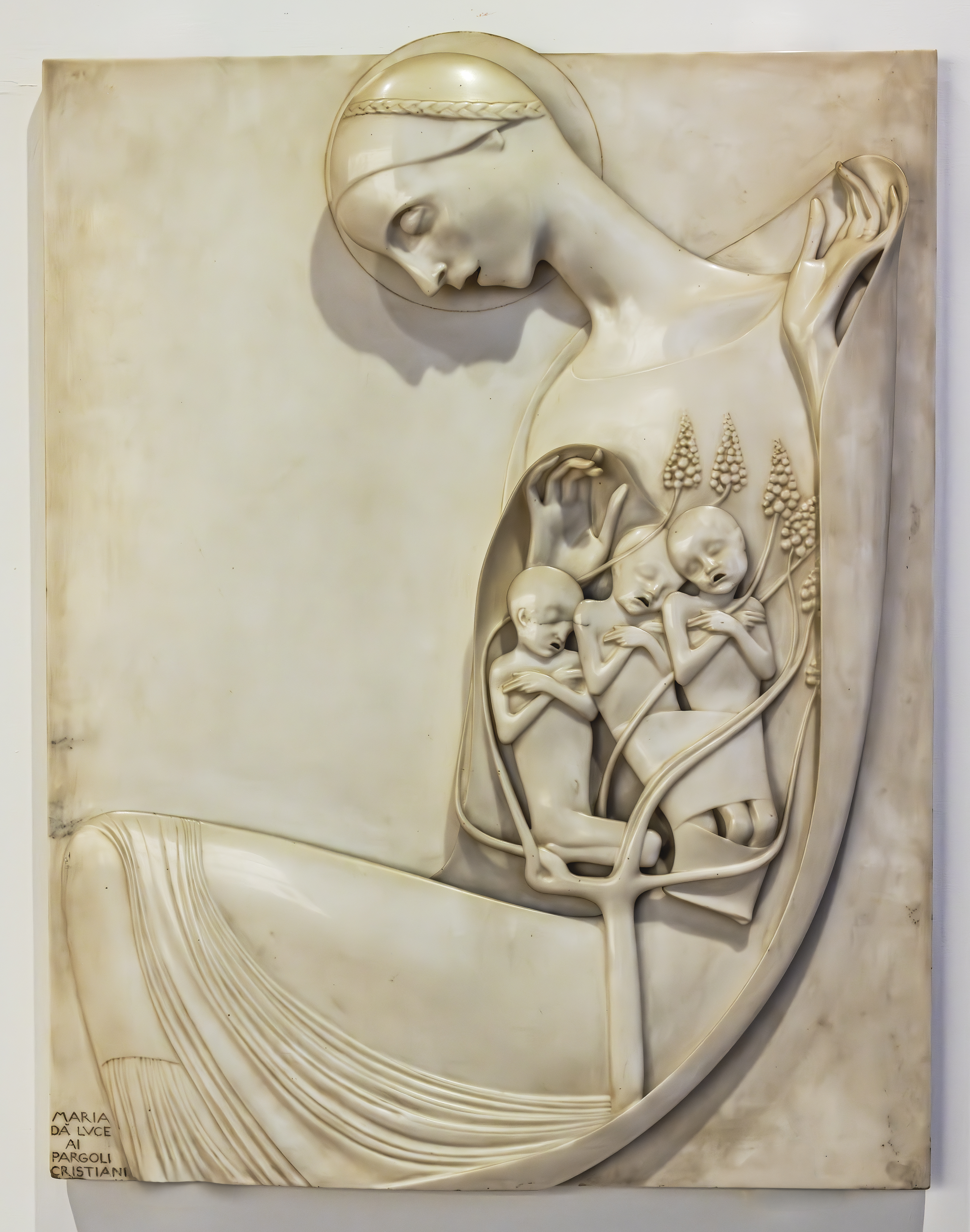
Maria dà luce ai pargoli cristiani, 1911 marbre - Ca' Pesaro Venise
Caractère fier (et Âme douce),  1912 marbre et dorure - Ca' Pesaro Venise
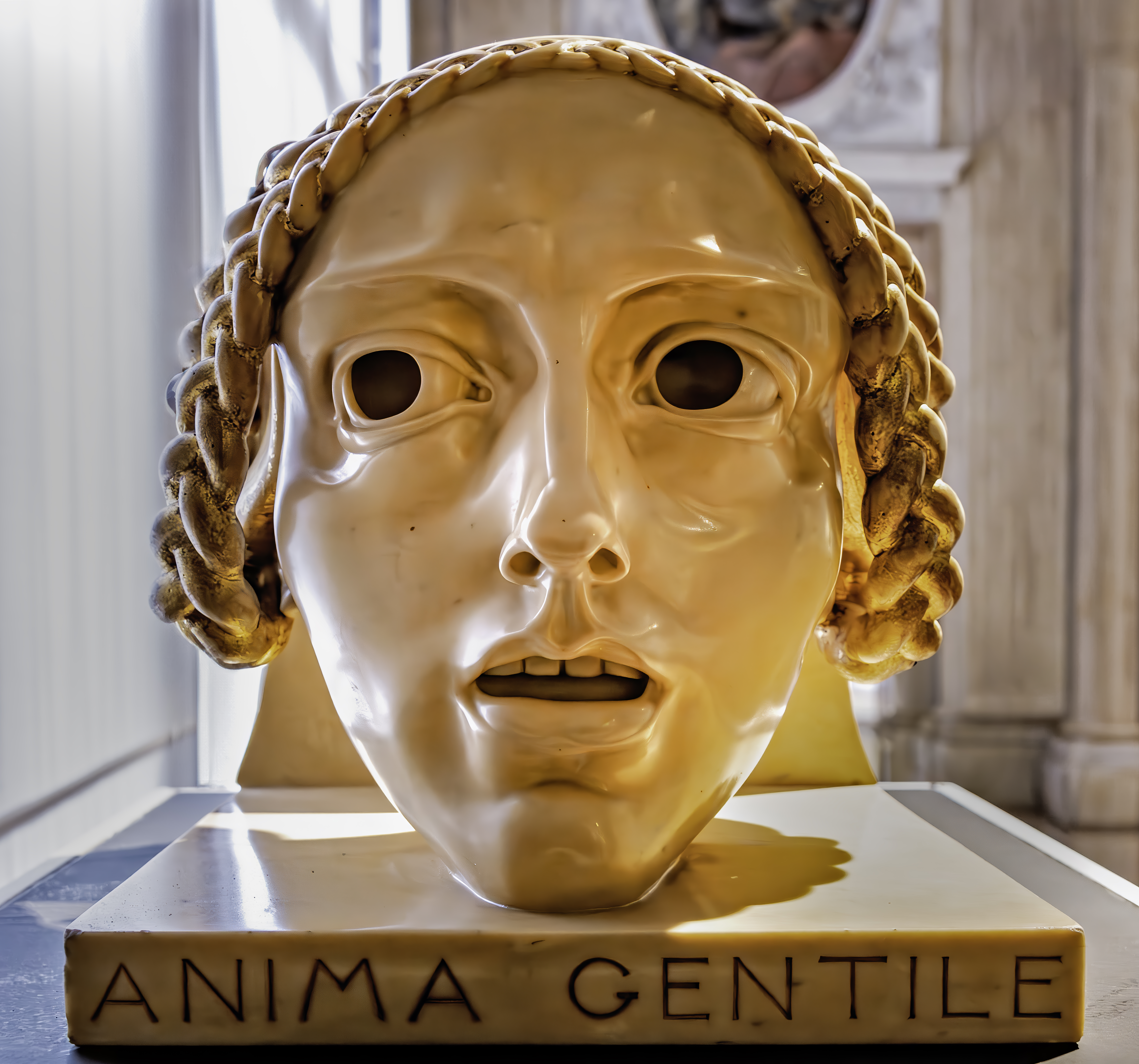
Âme douce (et Caractère fier),  1912 marbre et dorure - Ca' Pesaro Venise
Ritratto di Franz Rose, 1913 marbre - Ca' Pesaro Venise
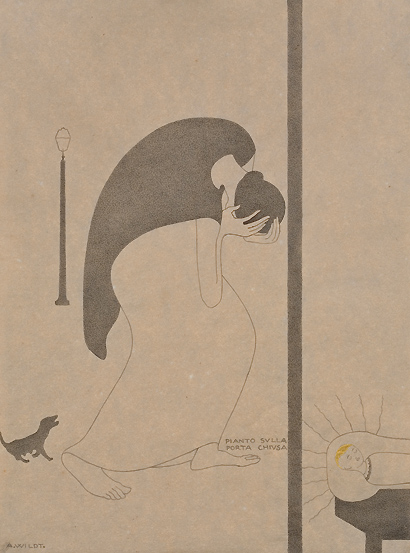
Pianto sulla porta chiusa (1915), encre sur vélin, Venise, Collection Peggy Guggenheim.
Un Rosario MCMXV  1915, Ca' Pesaro Venise
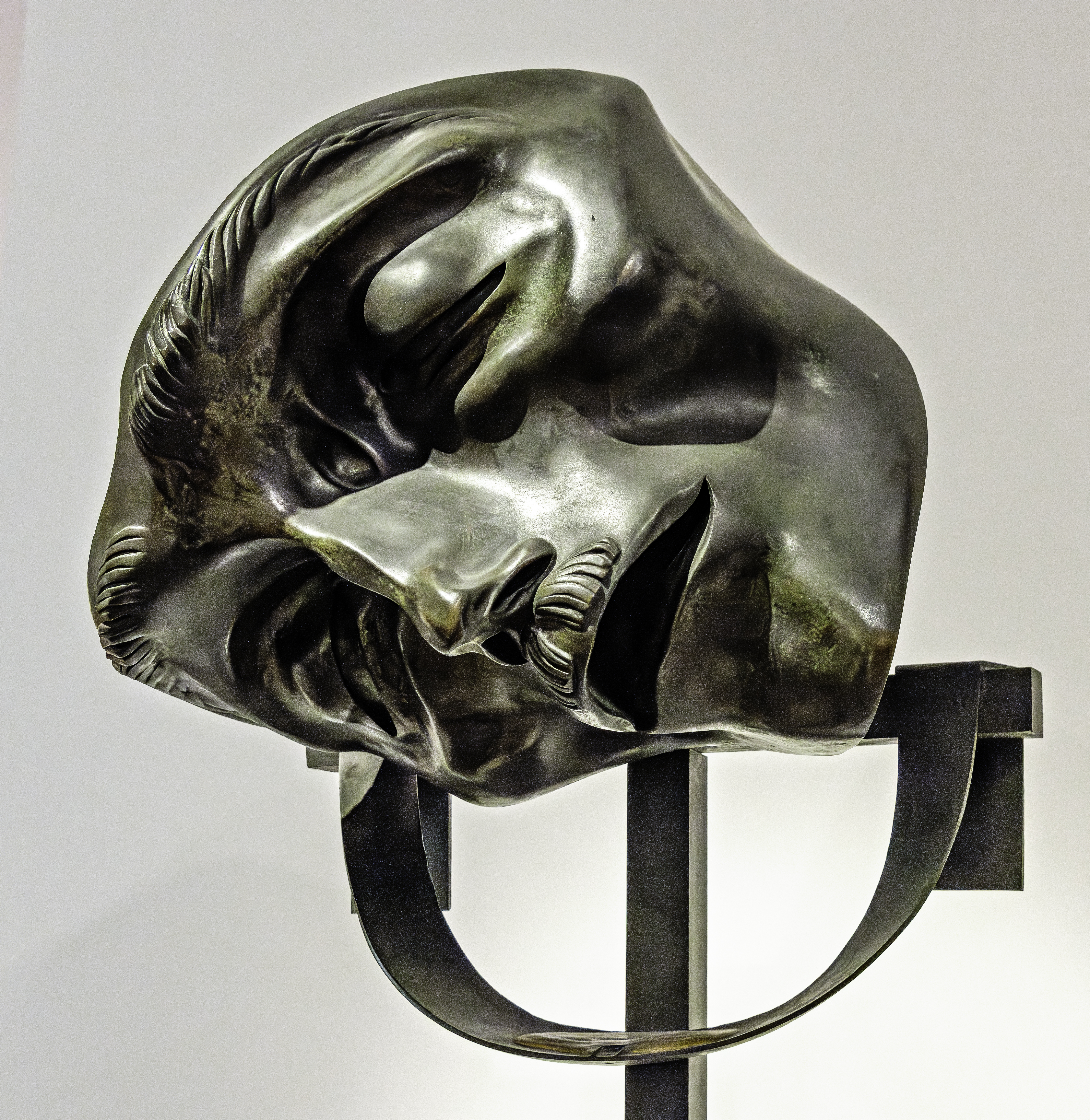
L'Esprit de nos Pères 1922, Ca' Pesaro Venise
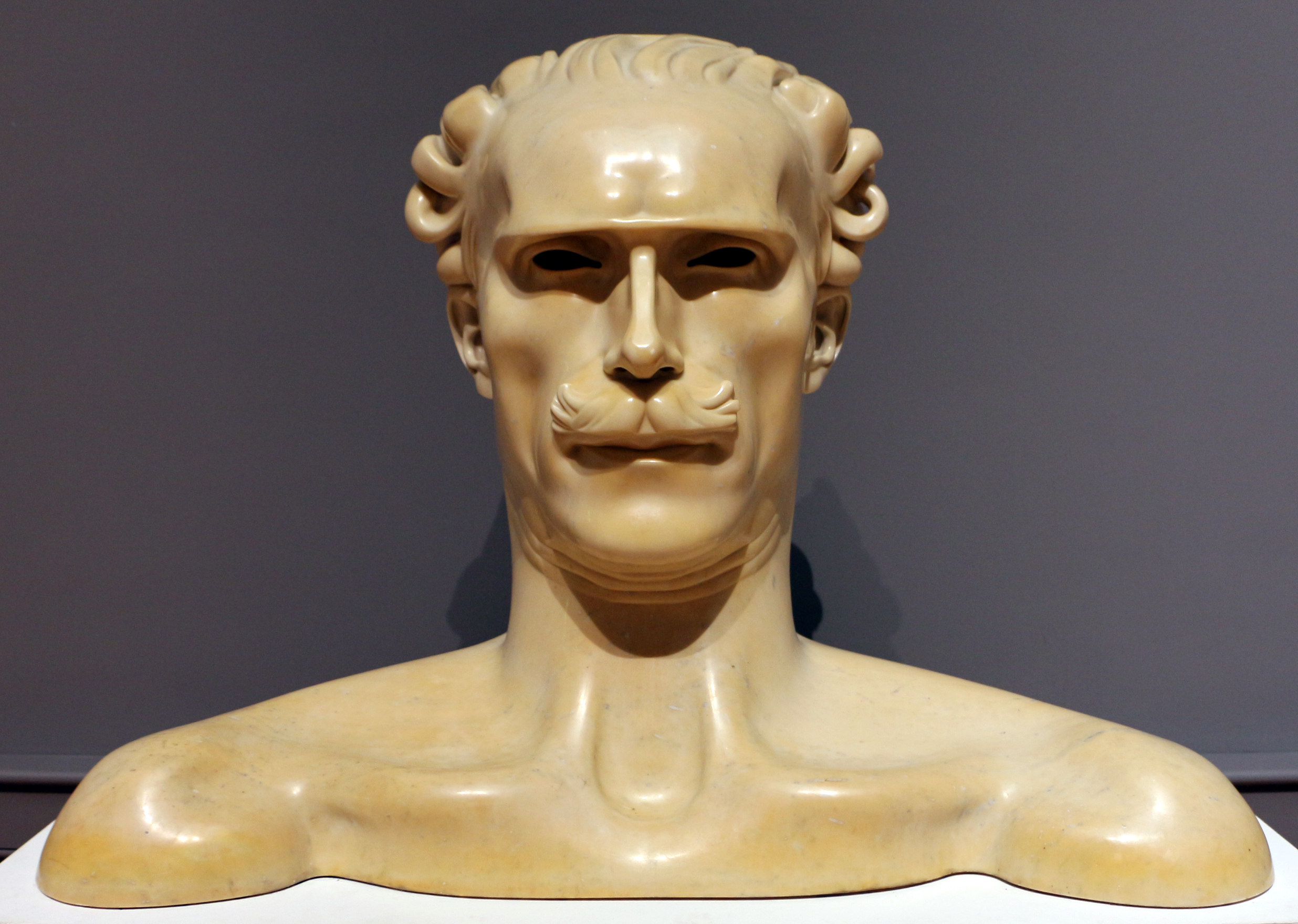
Arturo Toscanini (1924), marbre, Rome, Galerie nationale d'art moderne et contemporain.
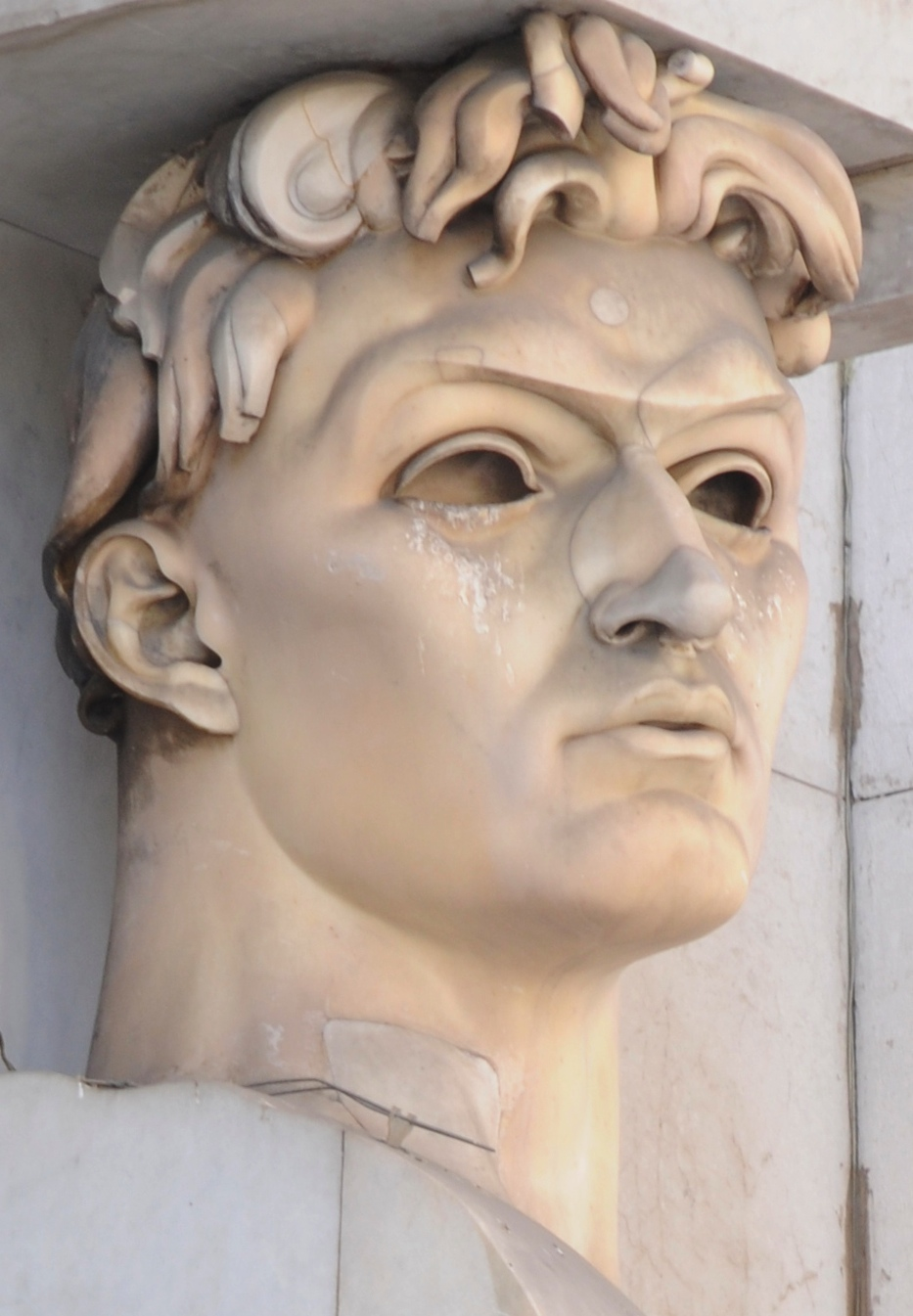
Damiano Chiesa, détail du Monument de la victoire (1928), Bolzano.
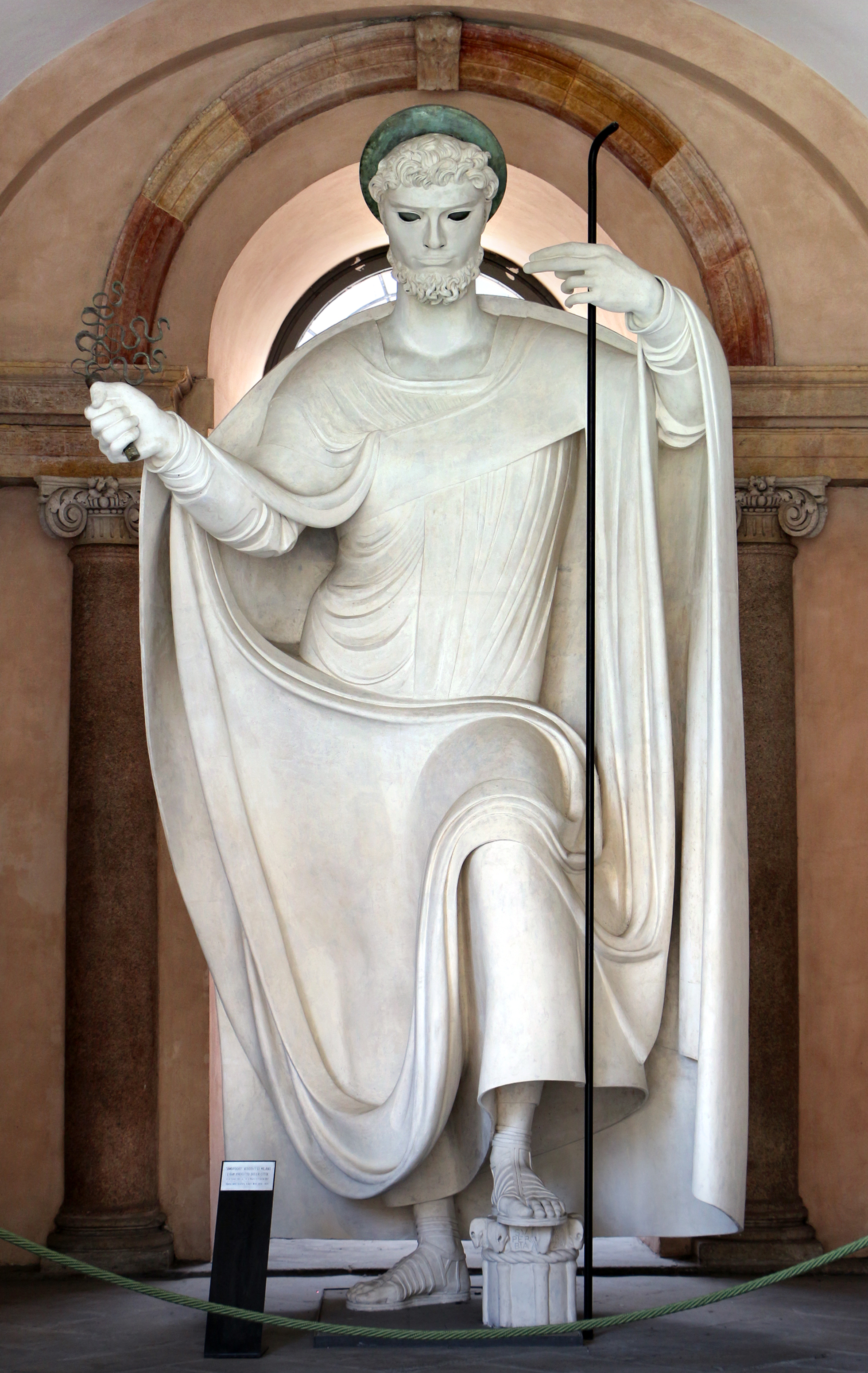
Saint Ambroise, plâtre, Université de Milan[3].
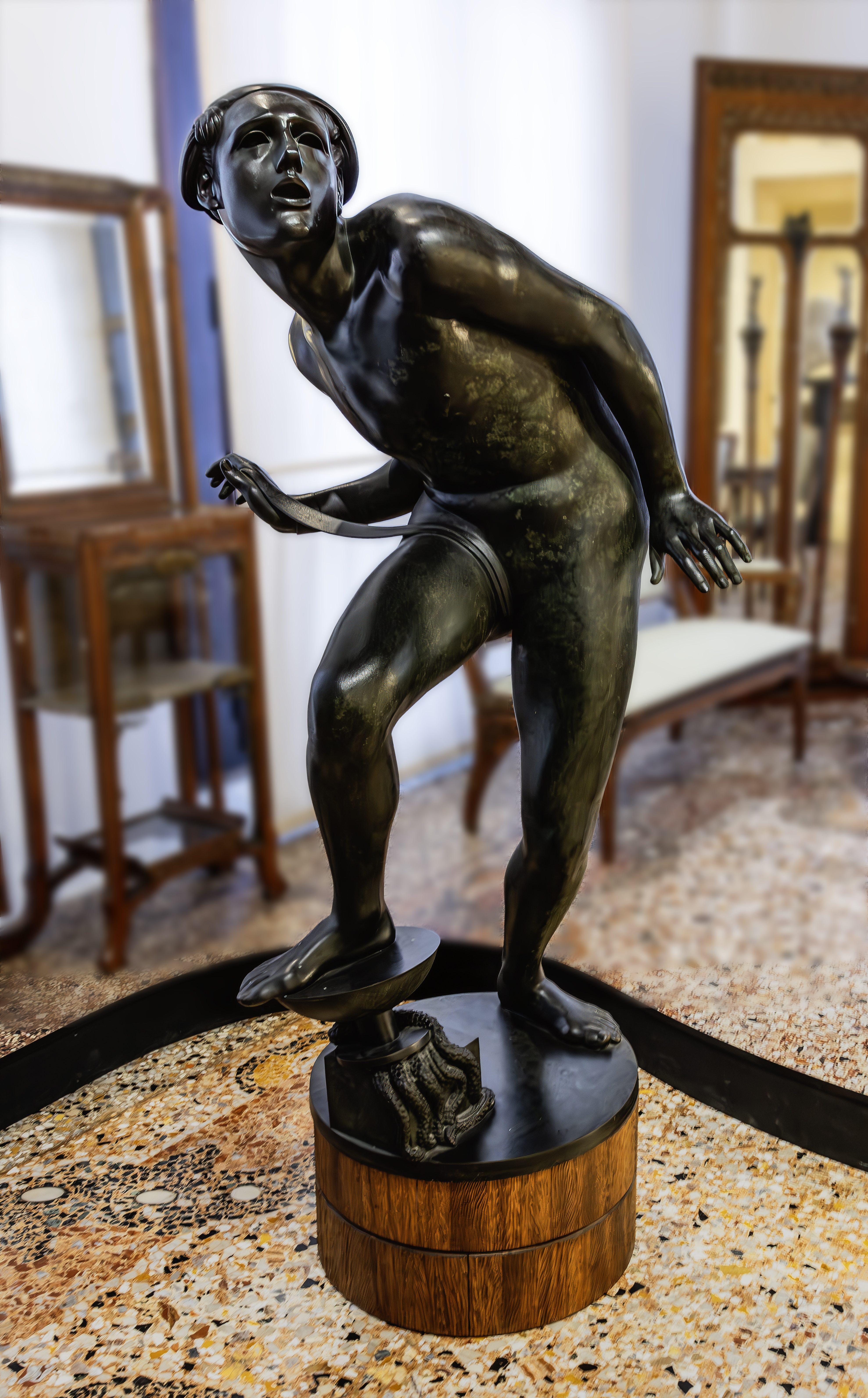
Il puro folle , 1930 - Bronze - Ca' Pesaro Venise

## Élèves
- Luigi Broggini
- Lucio Fontana
- Fausto Melotti

## Publication
- L'Art du marbre, 1921. Traduction française publiée dans Adolfo Wildt : Le dernier symboliste, Paris, Skira, Musée d'Orsay, 2015,  (ISBN 9782370740205)

## Source
- (en) Cet article est partiellement ou en totalité issu de l’article de Wikipédia en anglais intitulé « Adolfo Wildt » (voir la liste des auteurs).